# Lijst van spelers van Inter Miami CF
Deze lijst omvat voetballers die bij de Amerikaanse voetbalclub Inter Miami CF spelen of gespeeld hebben. De spelers zijn alfabetisch gerangschikt.

## A
- George Acosta (2020–2022)
- Mo Adams (2022)
- Jordi Alba (2023–heden)
- Noah Allen (2022–heden)
- Ventura Alvarado (2021)
- Mikey Ambrose (2020)
- Juan Agudelo (2020)
- Luis Argudo (2020)
- Edison Azcona (2021–heden)

## B
- Sergio Busquets (2023–heden)

## C
- Drake Callender
- Leonardo Campana (2022–heden)
- Julián Carranza (2020–2021)
- Jay Chapman (2020–2021)

## D
- A. J. DeLaGarza (2020)
- Clément Diop
- Bryce Duke (2022–2023)

## F
- Jorge Figal (2020–2021)

## G
- Kieran Gibbs (2021–2022)
- Leandro González Pírez (2020–2022)
- Gregore (2021–heden)
- Sami Guediri (2021)

## H
- Federico Higuaín (2020–2021)
- Gonzalo Higuaín (2020–2022)

## J
- Joevin Jones (2021–2022)

## K
- Jerome Kiesewetter (2020)

## L
- Ariel Lassiter (2022–2023)
- Kelvin Leerdam (2021)
- Damion Lowe (2022)

## M
- Aimé Mabika (2021–2022)
- Christian Makoun (2020–2021)
- Nick Marsman (2021–2023)
- Blaise Matuidi (2020–2022)
- John McCarthy
- Christopher McVey (2022–heden)
- Lionel Messi (2023–heden)
- Lewis Morgan (2020–2021)
- Jean Mota (2022–heden)

## N
- Dylan Nealis (2020)
- Harvey Neville (2022–heden)
- Lee Nguyen (2020)

## P
- Matías Pellegrini (2020–2022)
- Josh Penn (2021)
- Rodolfo Pizarro (2020–2023)
- Alvas Powell (2020)

## Q
- Jairo Quinteros (2020–2022)

## R
- Andrés Reyes (2020)
- Robbie Robinson (2020–heden)
- Luis Robles
- Emerson Rodríguez (2022)

## S
- Ryan Sailor (2022–heden)
- Ryan Shawcross (2021)
- Brek Shea (2020–2022)
- Luis Suárez (2024-heden)
- Ben Sweat (2020)

## T
- Robert Taylor (2022–heden)
- Román Torres (2020)
- Wil Trapp (2020)

## U
- Víctor Ulloa (2020–heden)

## V
- Indiana Vassilev (2021–2022)

## Y
- DeAndre Yedlin (2022–heden)